# Leif Kander
Leif Kander, född 22 maj 1939 i Helsingborg, död 19 september 2011 i Växjö, var en svensk målare. 
Kander var som konstnär autodidakt. Bland hans offentliga arbeten märks den 70 kvadratmeter stora väggmålningen De fyra årstiderna vid regementet P2 i Hässleholm. Han tilldelades Ellen Trotzigs stipendium 1970 och Malmö stads kulturstipendium 1971. Kander är representerad vid Nordiska museet, Moderna museet, Malmö museum, Smålands museum Växjö, Helsingborgs museum och i Gustav VI Adolfs samling.